# Bilan saison par saison des Lakers de Los Angeles

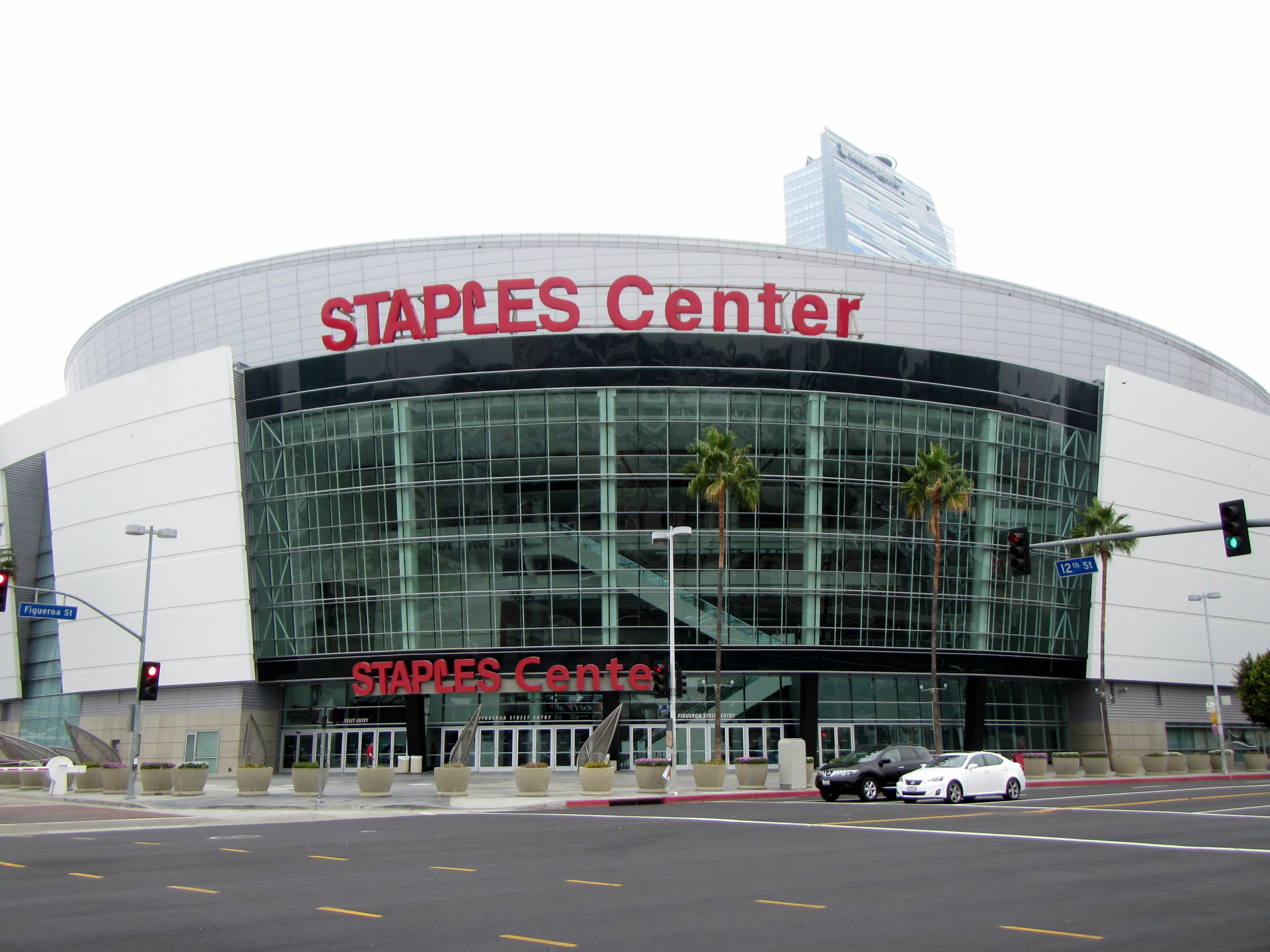
Le Staples Center est l'arène des Lakers.

Le tableau suivant est un bilan saison par saison des Lakers de Los Angeles avec les performances réalisées par la franchise depuis sa création en 1947.
| Saison             | Équipe           | Conférence       | Conférence       | Division         | Division         | Saison régulière | Saison régulière | Saison régulière | Playoffs | Entraîneur principal                        | Réf.          |
| Saison             | Équipe           | Conférence       | Conférence       | Division         | Division         | V                | D                | PCT              | Playoffs | Entraîneur principal                        | Réf.          |
| ------------------ | ---------------- | ---------------- | ---------------- | ---------------- | ---------------- | ---------------- | ---------------- | ---------------- | --- | ------------------------------------------- | ------------- |
| Minneapolis Lakers |                  |                  |                  |                  |                  |                  |                  |                  | |                                             |               |
| 1948-49            | 1948-49          | —                | —                | Ouest            | 2e               | 44               | 16               | 73,3%            | Victoire au premier tour (Chicago, 2-0) Victoire en demi-finale (Rochester, 2-0) Victoire en finale BAA (Washington, 4-2)                                                                       | John Kundla                                 | [ 1 ]         |
| 1949-50            | 1949-50          | —                | —                | Centrale         | 1er              | 51               | 17               | 75,0%            | Victoire en demi-finale de division (Chicago, 2-0) Victoire en finale de division (Fort Wayne, 2-0) Victoire en demi-finale NBA (Anderson, 2-0) Victoire en finale NBA (Syracuse, 4-2)          | John Kundla                                 | [ 2 ]         |
| 1950-51            | 1950-51          | —                | —                | Ouest            | 1er              | 44               | 24               | 64,7%            | Victoire en demi-finale de division (Indianapolis, 2-1) Défaite en finale de division (Rochester, 1-3)                                                                                          | John Kundla                                 | [ 3 ]         |
| 1951-52            | 1951-52          | —                | —                | Ouest            | 2e               | 40               | 26               | 60,6%            | Victoire en demi-finale de division (Indianapolis, 2-0) Victoire en finale de division (Rochester, 3-1) Victoire en finale NBA (New York, 4-3)                                                  | John Kundla                                 | [ 4 ]         |
| 1952-53            | 1952-53          | —                | —                | Ouest            | 1er              | 48               | 22               | 68,6%            | Victoire en demi-finale de division (Indianapolis, 2-0) Victoire en finale de division (Fort Wayne, 3-2) Victoire en finale NBA (New York, 4-1)                                                 | John Kundla                                 | [ 5 ]         |
| 1953-54            | 1953-54          | —                | —                | Ouest            | 1er              | 46               | 26               | 63,9%            | Victoire en finale de division (Rochester, 2-1) Victoire en finale NBA (Syracuse, 4-3) | John Kundla                                 | [ 6 ]         |
| 1954-55            | 1954-55          | —                | —                | Ouest            | 2e               | 40               | 32               | 55,6%            | Victoire en demi-finale de division (Rochester, 2-1) Défaite en finale de division (Fort Wayne, 1-3)                                                                                            | John Kundla                                 | [ 7 ]         |
| 1955-56            | 1955-56          | —                | —                | Ouest            | 2e               | 33               | 39               | 45,8%            | Défaite en demi-finale de division (Saint Louis, 1-2) | John Kundla                                 | [ 8 ]         |
| 1956-57            | 1956-57          | —                | —                | Ouest            | 2e               | 34               | 38               | 47,2%            | Victoire en demi-finale de division (Fort Wayne, 2-0) Défaite en finale de division (Saint Louis, 0-3)                                                                                          | John Kundla                                 | [ 9 ]         |
| 1957-58            | 1957-58          | —                | —                | Ouest            | 4e               | 19               | 53               | 26,4%            | - | George Mikan John Kundla                    | [ 10 ]        |
| 1958-59            | 1958-59          | —                | —                | Ouest            | 2e               | 33               | 39               | 45,8%            | Victoire en demi-finale de division (Détroit, 2-1) Victoire en finale de division (Saint Louis, 4-2) Défaite en finale NBA (Boston, 0-4)                                                        | John Kundla                                 | [ 11 ]        |
| 1959-60            | 1959-60          | —                | —                | Ouest            | 3e               | 25               | 50               | 33,3%            | Victoire en demi-finale de division (Fort Wayne, 2-0) Défaite en finale de division (Saint Louis, 3-4)                                                                                          | John Castellani Jim Pollard                 | [ 12 ]        |
| Los Angeles Lakers |                  |                  |                  |                  |                  |                  |                  |                  | |                                             |               |
| 1960-61            | 1960-61          | —                | —                | Ouest            | 2e               | 36               | 43               | 45,6%            | Victoire en demi-finale de division (Fort Wayne, 3-2) Défaite en finale de division (Saint Louis, 3-4)                                                                                          | Fred Schaus                                 | [ 13 ]        |
| 1961-62            | 1961-62          | —                | —                | Ouest            | 1er              | 54               | 26               | 67,5%            | Victoire en finale de division (Fort Wayne, 4-2) Défaite en finale NBA (Boston, 3-4) | Fred Schaus                                 | [ 14 ]        |
| 1962-63            | 1962-63          | —                | —                | Ouest            | 1er              | 53               | 27               | 66,3%            | Victoire en finale de division (Saint Louis, 4-3) Défaite en finale NBA (Boston, 2-4) | Fred Schaus                                 | [ 15 ]        |
| 1963-64            | 1963-64          | —                | —                | Ouest            | 3e               | 42               | 38               | 52,5%            | Défaite en demi-finale de division (Saint Louis, 2-3) | Fred Schaus                                 | [ 16 ]        |
| 1964-65            | 1964-65          | —                | —                | Ouest            | 1er              | 49               | 31               | 61,3%            | Victoire en finale de division (Baltimore, 4-2) Défaite en finale NBA (Boston, 1-4) | Fred Schaus                                 | [ 17 ]        |
| 1965-66            | 1965-66          | —                | —                | Ouest            | 1er              | 45               | 35               | 56,3%            | Victoire en finale de division (Saint Louis, 4-3) Défaite en finale NBA (Boston, 3-4) | Fred Schaus                                 | [ 18 ]        |
| 1966-67            | 1966-67          | —                | —                | Ouest            | 3e               | 36               | 45               | 44,4%            | Défaite en demi-finale de division (San Francisco, 0-3) | Fred Schaus                                 | [ 19 ]        |
| 1967-68            | 1967-68          | —                | —                | Ouest            | 2e               | 52               | 30               | 63,4%            | Victoire en demi-finale de division (Chicago, 4-1) Victoire en finale de division (San Francisco, 4-0) Défaite en finale NBA (Boston, 2-4)                                                      | Butch van Breda Kolff                       | [ 20 ]        |
| 1968-69            | 1968-69          | —                | —                | Ouest            | 1er              | 55               | 27               | 67,1%            | Victoire en demi-finale de division (San Francisco, 4-2) Victoire en finale de division (Atlanta, 4-1) Défaite en finale NBA (Boston, 3-4)                                                      | Butch van Breda Kolff                       | [ 21 ]        |
| 1969-70            | 1969-70          | —                | —                | Ouest            | 2e               | 46               | 36               | 56,1%            | Victoire en demi-finale de division (Phoenix, 4-3) Victoire en finale de division (Atlanta, 4-0) Défaite en finale NBA (New York, 3-4)                                                          | Joe Mullaney                                | [ 22 ]        |
| 1970-71            | 1970-71          | Ouest            | 2e               | Pacifique        | 1er              | 48               | 34               | 58,5%            | Victoire en demi-finale de conférence (Chicago, 4-3) Défaite en finale de conférence (Milwaukee, 1-4)                                                                                           | Joe Mullaney                                | [ 23 ]        |
| 1971-72            | 1971-72          | Ouest            | 1er              | Pacifique        | 1er              | 69               | 13               | 84,1%            | Victoire en demi-finale de conférence (Chicago, 4-0) Victoire en finale de conférence (Milwaukee, 4-2) Victoire en finale NBA (New York, 4-1)                                                   | Bill Sharman                                | [ 24 ]        |
| 1972-73            | 1972-73          | Ouest            | 2e               | Pacifique        | 1er              | 60               | 22               | 73,2%            | Victoire en demi-finale de conférence (Chicago, 4-3) Victoire en finale de conférence (Golden State, 4-1) Défaite en finale NBA (New York, 1-4)                                                 | Bill Sharman                                | [ 25 ]        |
| 1973-74            | 1973-74          | Ouest            | 2e               | Pacifique        | 1er              | 47               | 35               | 57,3%            | Défaite en demi-finale de conférence (Milwaukee, 1-4) | Bill Sharman                                | [ 26 ]        |
| 1974-75            | 1974-75          | Ouest            | 9e               | Pacifique        | 5e               | 30               | 52               | 36,6%            | - | Bill Sharman                                | [ 27 ]        |
| 1975-76            | 1975-76          | Ouest            | 6e               | Pacifique        | 4e               | 40               | 42               | 48,8%            | - | Bill Sharman                                | [ 28 ]        |
| 1976-77            | 1976-77          | Ouest            | 1er              | Pacifique        | 1er              | 53               | 29               | 64,6%            | Victoire en demi-finale de conférence (Golden State, 4-3) Défaite en finale de conférence (Portland, 0-4)                                                                                       | Jerry West                                  | [ 29 ]        |
| 1977-78            | 1977-78          | Ouest            | 5e               | Pacifique        | 4e               | 45               | 37               | 54,9%            | Défaite au premier tour (Seattle, 1-2) | Jerry West                                  | [ 30 ]        |
| 1978-79            | 1978-79          | Ouest            | 5e               | Pacifique        | 3e               | 47               | 35               | 57,3%            | Victoire au premier tour (Denver, 2-1) Défaite en demi-finale de conférence (Seattle, 1-4) | Jerry West                                  | [ 31 ]        |
| 1979-80            | 1979-80          | Ouest            | 1er              | Pacifique        | 1er              | 60               | 22               | 73,2%            | Victoire en demi-finale de conférence (Phoenix, 4-1) Victoire en finale de conférence (Seattle, 4-1) Victoire en finale NBA (Philadelphie, 4-2)                                                 | Jack McKinney Paul Westhead                 | [ 32 ]        |
| 1980-81            | 1980-81          | Ouest            | 3e               | Pacifique        | 2e               | 54               | 28               | 65,9%            | Défaite au premier tour (Houston, 1-2) | Paul Westhead                               | [ 33 ]        |
| 1981-82            | 1981-82          | Ouest            | 1er              | Pacifique        | 1er              | 57               | 25               | 69,5%            | Victoire en demi-finale de conférence (Phoenix, 4-0) Victoire en finale de conférence (San Antonio, 4-0) Victoire en finale NBA (Philadelphie, 4-2)                                             | Paul Westhead Pat Riley                     | [ 34 ]        |
| 1982-83            | 1982-83          | Ouest            | 1er              | Pacifique        | 1er              | 58               | 24               | 70,7%            | Victoire en demi-finale de conférence (Portland, 4-1) Victoire en finale de conférence (San Antonio, 4-2) Défaite en finale NBA (Philadelphie, 0-4)                                             | Pat Riley                                   | [ 35 ]        |
| 1983-84            | 1983-84          | Ouest            | 1er              | Pacifique        | 1er              | 54               | 28               | 65,9%            | Victoire au premier tour (Sacramento, 3-0) Victoire en demi-finale de conférence (Dallas, 4-1) Victoire en finale de conférence (Phoenix, 4-2) Défaite en finale NBA (Boston, 3-4)              | Pat Riley                                   | [ 36 ]        |
| 1984-85            | 1984-85          | Ouest            | 1er              | Pacifique        | 1er              | 62               | 20               | 75,6%            | Victoire au premier tour (Phoenix, 3-0) Victoire en demi-finale de conférence (Portland, 4-1) Victoire en finale de conférence (Denver, 4-1) Victoire en finale NBA (Boston, 4-2)               | Pat Riley                                   | [ 37 ]        |
| 1985-86            | 1985-86          | Ouest            | 1er              | Pacifique        | 1er              | 62               | 20               | 75,6%            | Victoire au premier tour (San Antonio, 3-0) Victoire en demi-finale de conférence (Dallas, 4-2) Défaite en finale de conférence (Houston, 1-4)                                                  | Pat Riley                                   | [ 38 ]        |
| 1986-87            | 1986-87          | Ouest            | 1er              | Pacifique        | 1er              | 65               | 17               | 79,3%            | Victoire au premier tour (Denver, 3-0) Victoire en demi-finale de conférence (Golden State, 4-1) Victoire en finale de conférence (Seattle, 4-0) Victoire en finale NBA (Boston, 4-2)           | Pat Riley                                   | [ 39 ]        |
| 1987-88            | 1987-88          | Ouest            | 1er              | Pacifique        | 1er              | 62               | 20               | 75,6%            | Victoire au premier tour (San Antonio, 3-0) Victoire en demi-finale de conférence (Utah, 4-3) Victoire en finale de conférence (Dallas, 4-3) Victoire en finale NBA (Détroit, 4-3)              | Pat Riley                                   | [ 40 ]        |
| 1988-89            | 1988-89          | Ouest            | 1er              | Pacifique        | 1er              | 57               | 25               | 69,5%            | Victoire au premier tour (Portland, 3-0) Victoire en demi-finale de conférence (Seattle, 4-0) Victoire en finale de conférence (Phoenix, 4-0) Défaite en finale NBA (Détroit, 0-4)              | Pat Riley                                   | [ 41 ]        |
| 1989-90            | 1989-90          | Ouest            | 1er              | Pacifique        | 1er              | 63               | 19               | 76,8%            | Victoire au premier tour (Houston, 3-1) Défaite en demi-finale de conférence (Phoenix, 1-4) | Pat Riley                                   | [ 42 ]        |
| 1990-91            | 1990-91          | Ouest            | 3e               | Pacifique        | 2e               | 58               | 24               | 70,7%            | Victoire au premier tour (Houston, 3-0) Victoire en demi-finale de conférence (Golden State, 4-1) Victoire en finale de conférence (Portland, 4-2) Défaite en finale NBA (Chicago, 1-4)         | Mike Dunleavy Sr.                           | [ 43 ]        |
| 1991-92            | 1991-92          | Ouest            | 8e               | Pacifique        | 6e               | 43               | 39               | 52,4%            | Défaite au premier tour (Portland, 1-3) | Mike Dunleavy Sr.                           | [ 44 ]        |
| 1992-93            | 1992-93          | Ouest            | 8e               | Pacifique        | 5e               | 39               | 43               | 47,6%            | Défaite au premier tour (Phoenix, 2-3) | Randy Pfund                                 | [ 45 ]        |
| 1993-94            | 1993-94          | Ouest            | 9e               | Pacifique        | 5e               | 33               | 49               | 40,2%            | - | Randy Pfund Bill Bertka Magic Johnson       | [ 46 ]        |
| 1994-95            | 1994-95          | Ouest            | 5e               | Pacifique        | 3e               | 48               | 34               | 58,5%            | Victoire au premier tour (Seattle, 3-1) Défaite en demi-finale de conférence (San Antonio, 2-4)                                                                                                 | Del Harris                                  | [ 47 ]        |
| 1995-96            | 1995-96          | Ouest            | 4e               | Pacifique        | 2e               | 53               | 29               | 64,6%            | Défaite au premier tour (Houston, 1-3) | Del Harris                                  | [ 48 ]        |
| 1996-97            | 1996-97          | Ouest            | 4e               | Pacifique        | 2e               | 56               | 26               | 68,3%            | Victoire au premier tour (Portland, 3-1) Défaite en demi-finale de conférence (Utah, 1-4) | Del Harris                                  | [ 49 ]        |
| 1997-98            | 1997-98          | Ouest            | 3e               | Pacifique        | 2e               | 61               | 21               | 74,4%            | Victoire au premier tour (Portland, 3-1) Victoire en demi-finale de conférence (Seattle, 4-1) Défaite en finale de conférence (Utah, 0-4)                                                       | Del Harris                                  | [ 50 ]        |
| 1998-99            | 1998-99          | Ouest            | 4e               | Pacifique        | 2e               | 31               | 19               | 62,0%            | Victoire au premier tour (Houston, 3-1) Défaite en demi-finale de conférence (San Antonio, 0-4)                                                                                                 | Del Harris Bill Bertka Kurt Rambis          | [ 51 ]        |
| 1999-00            | 1999-00          | Ouest            | 1er              | Pacifique        | 1er              | 67               | 15               | 81,7%            | Victoire au premier tour (Sacramento, 3-2) Victoire en demi-finale de conférence (Phoenix, 4-1) Victoire en finale de conférence (Portland, 4-3) Victoire en finale NBA (Indiana, 4-2)          | Phil Jackson                                | [ 52 ]        |
| 2000-01            | 2000-01          | Ouest            | 2e               | Pacifique        | 1er              | 56               | 26               | 68,3%            | Victoire au premier tour (Portland, 3-0) Victoire en demi-finale de conférence (Sacramento, 4-0) Victoire en finale de conférence (San Antonio, 4-0) Victoire en finale NBA (Philadelphie, 4-1) | Phil Jackson                                | [ 53 ]        |
| 2001-02            | 2001-02          | Ouest            | 3e               | Pacifique        | 2e               | 58               | 24               | 70,7%            | Victoire au premier tour (Portland, 3-0) Victoire en demi-finale de conférence (San Antonio, 4-1) Victoire en finale de conférence (Sacramento, 4-3) Victoire en finale NBA (New Jersey, 4-0)   | Phil Jackson                                | [ 54 ]        |
| 2002-03            | 2002-03          | Ouest            | 5e               | Pacifique        | 2e               | 50               | 32               | 61,0%            | Victoire au premier tour (Minnesota, 4-2) Défaite en demi-finale de conférence (San Antonio, 2-4)                                                                                               | Phil Jackson                                | [ 55 ]        |
| 2003-04            | 2003-04          | Ouest            | 2e               | Pacifique        | 1er              | 56               | 26               | 68,3%            | Victoire au premier tour (Houston, 4-1) Victoire en demi-finale de conférence (San Antonio, 4-2) Victoire en finale de conférence (Minnesota, 4-2) Défaite en finale NBA (Détroit, 1-4)         | Phil Jackson                                | [ 56 ]        |
| 2004-05            | 2004-05          | Ouest            | 11e              | Pacifique        | 4e               | 34               | 48               | 41,5%            | - | Rudy Tomjanovich Frank Hamblen              | [ 57 ]        |
| 2005-06            | 2005-06          | Ouest            | 7e               | Pacifique        | 3e               | 45               | 37               | 54,9%            | Défaite au premier tour (Phoenix, 3-4) | Phil Jackson                                | [ 58 ]        |
| 2006-07            | 2006-07          | Ouest            | 7e               | Pacifique        | 2e               | 42               | 40               | 51,2%            | Défaite au premier tour (Phoenix, 1-4) | Phil Jackson                                | [ 59 ]        |
| 2007-08            | 2007-08          | Ouest            | 1er              | Pacifique        | 1er              | 57               | 25               | 69,5%            | Victoire au premier tour (Denver, 4-0) Victoire en demi-finale de conférence (Utah, 4-2) Victoire en finale de conférence (San Antonio, 4-1) Défaite en finale NBA (Boston, 2-4)                | Phil Jackson                                | [ 60 ]        |
| 2008-09            | 2008-09          | Ouest            | 1er              | Pacifique        | 1er              | 65               | 17               | 79,3%            | Victoire au premier tour (Utah, 4-1) Victoire en demi-finale de conférence (Houston, 4-3) Victoire en finale de conférence (Denver, 4-2) Victoire en finale NBA (Orlando, 4-1)                  | Phil Jackson                                | [ 61 ]        |
| 2009-10            | 2009-10          | Ouest            | 1er              | Pacifique        | 1er              | 57               | 25               | 69,5%            | Victoire au premier tour (Oklahoma City, 4-2) Victoire en demi-finale de conférence (Utah, 4-0) Victoire en finale de conférence (Phoenix, 4-2) Victoire en finale NBA (Boston, 4-3)            | Phil Jackson                                | [ 62 ]        |
| 2010-11            | 2010-11          | Ouest            | 2e               | Pacifique        | 1er              | 57               | 25               | 69,5%            | Victoire au premier tour (La Nouvelle-Orléans, 4-2) Défaite en demi-finale de conférence (Dallas, 0-4)                                                                                          | Phil Jackson                                | [ 63 ]        |
| 2011-12            | 2011-12          | Ouest            | 3e               | Pacifique        | 1er              | 41               | 25               | 62,1%            | Victoire au premier tour (Denver, 4-3) Défaite en demi-finale de conférence (Oklahoma City, 1-4)                                                                                                | Mike Brown                                  | [ 64 ]        |
| 2012-13            | 2012-13          | Ouest            | 7e               | Pacifique        | 3e               | 45               | 37               | 54,9%            | Défaite au premier tour (San Antonio, 0-4) | Mike Brown Bernie Bickerstaff Mike D'Antoni | [ 65 ]        |
| 2013-14            | 2013-14          | Ouest            | 14e              | Pacifique        | 5e               | 27               | 55               | 32,9%            | - | Mike D'Antoni                               | [ 66 ]        |
| 2014-15            | 2014-15          | Ouest            | 14e              | Pacifique        | 5e               | 21               | 61               | 25,6%            | - | Byron Scott                                 | [ 67 ]        |
| 2015-16            | 2015-16          | Ouest            | 15e              | Pacifique        | 5e               | 17               | 65               | 20,7%            | - | Byron Scott                                 | [ 68 ]        |
| 2016-17            | 2016-17          | Ouest            | 14e              | Pacifique        | 4e               | 26               | 56               | 31,7%            | - | Luke Walton                                 | [ 69 ]        |
| 2017-18            | 2017-18          | Ouest            | 11e              | Pacifique        | 3e               | 35               | 47               | 42,7%            | - | Luke Walton                                 | [ 70 ]        |
| 2018-19            | 2018-19          | Ouest            | 10e              | Pacifique        | 4e               | 37               | 45               | 45,1%            | - | Luke Walton                                 | [ 71 ]        |
| 2019-20            | 2019-20          | Ouest            | 1er              | Pacifique        | 1er              | 52               | 19               | 73,2%            | Victoire au premier tour (Portland, 4-1) Victoire en demi-finale de conférence (Houston, 4-1) Victoire en finale de conférence (Denver, 4-1) Victoire en finale NBA (Miami, 4-2)                | Frank Vogel                                 | [ 72 ]        |
| 2020-21            | 2020-21          | Ouest            | 7e               | Pacifique        | 3e               | 42               | 30               | 58,3%            | Défaite au premier tour (Phoenix, 2-4) | Frank Vogel                                 | [ 73 ]        |
| 2021-22            | 2021-22          | Ouest            | 11e              | Pacifique        | 4e               | 33               | 49               | 40,2%            | - | Frank Vogel                                 | [ 74 ]        |
| 2022-23            | 2022-23          | Ouest            | 7e               | Pacifique        | 5e               | 43               | 39               | 52,4%            | Victoire au premier tour (Memphis, 4-2) Victoire en demi-finale de conférence (Golden State, 4-2) Défaite en finale de conférence (Denver, 0-4)                                                 | Darvin Ham                                  | [ 75 ]        |
| 2023-24            | 2023-24          | Ouest            | 8e               | Pacifique        | 3e               | 47               | 35               | 57,3%            | Défaite au premier tour (Denver, 1-4) | Darvin Ham                                  | [ 76 ]        |
| 2024-25            | 2024-25          | Ouest            | 3e               | Pacifique        | 1er              | 50               | 32               | 61,0%            | Défaite au premier tour (Minnesota, 1-4) | J. J. Redick                                | [ 77 ]        |
| Saison régulière   | Saison régulière | Saison régulière | Saison régulière | Saison régulière | Saison régulière | 3 600            | 2 486            | 59,2%            | |                                             |               |
| Playoffs           | Playoffs         | Playoffs         | Playoffs         | Playoffs         | Playoffs         | 468              | 322              | 59,2%            | 17 titres NBA | 17 titres NBA                               | 17 titres NBA |